# Kisielewo (województwo mazowieckie)
Kisielewo – wieś w Polsce położona w województwie mazowieckim, w powiecie sierpeckim, w gminie Sierpc. Ma status sołectwa. Leży nad Sierpienicą.
| SIMC    | Nazwa      | Rodzaj    |
| ------- | ---------- | --------- |
| 0574882 | Michałkowo | część wsi |

Prywatna wieś szlachecka położona była w drugiej połowie XVI wieku w powiecie sierpeckim województwa płockiego. W latach 1975–1998 miejscowość administracyjnie należała do województwa płockiego.